# 와키자카 사헤에
와키자카 사효에(일본어: 脇坂左兵衛, 생년 미상 ~ 1592년)는 아즈치모모야마 시대의 무장이다.
1592년에 와키자카 야스하루의 부장으로 임진왜란에 종군해 와타나베 시치에몬과 함께 600여 명의 병력을 거느리고 용인 부근의 북두문산과 문소산의 소규모 보루에 주둔해 죽산과 한양 간의 통로를 차단했으며, 이 때 조선군이 백광언을 앞세워 진격해 20명을 살해하고 일본군 북두문산의 병력은 문소산으로 퇴각해 방어 태세를 강화하고 한양에 있는 와키자카의 본대에 구원을 요청했다. 7월 8일에는 와키자카 야스하루 휘하에서 한산도 대첩에 참전했다가 전사했다. 영화《한산: 용의 출현》에서는 배우 이서준이 연기했다.

## 인명 표기
관청 이름 파생에 따라 兵衛는 주로 [~헤:/~베:]로 발음한다. 左兵衛/右兵衛일 땐 관청이름 그대로 [사효:에]/[우효:에]라고 읽는다. 와키자카기(脇坂記)의 김시덕 교수가 번역한 대로라면 "와키자카 사헤에"는 잘못된 고증 오류라고 볼 수 있다.